# Ptolemeusz II Filadelfos

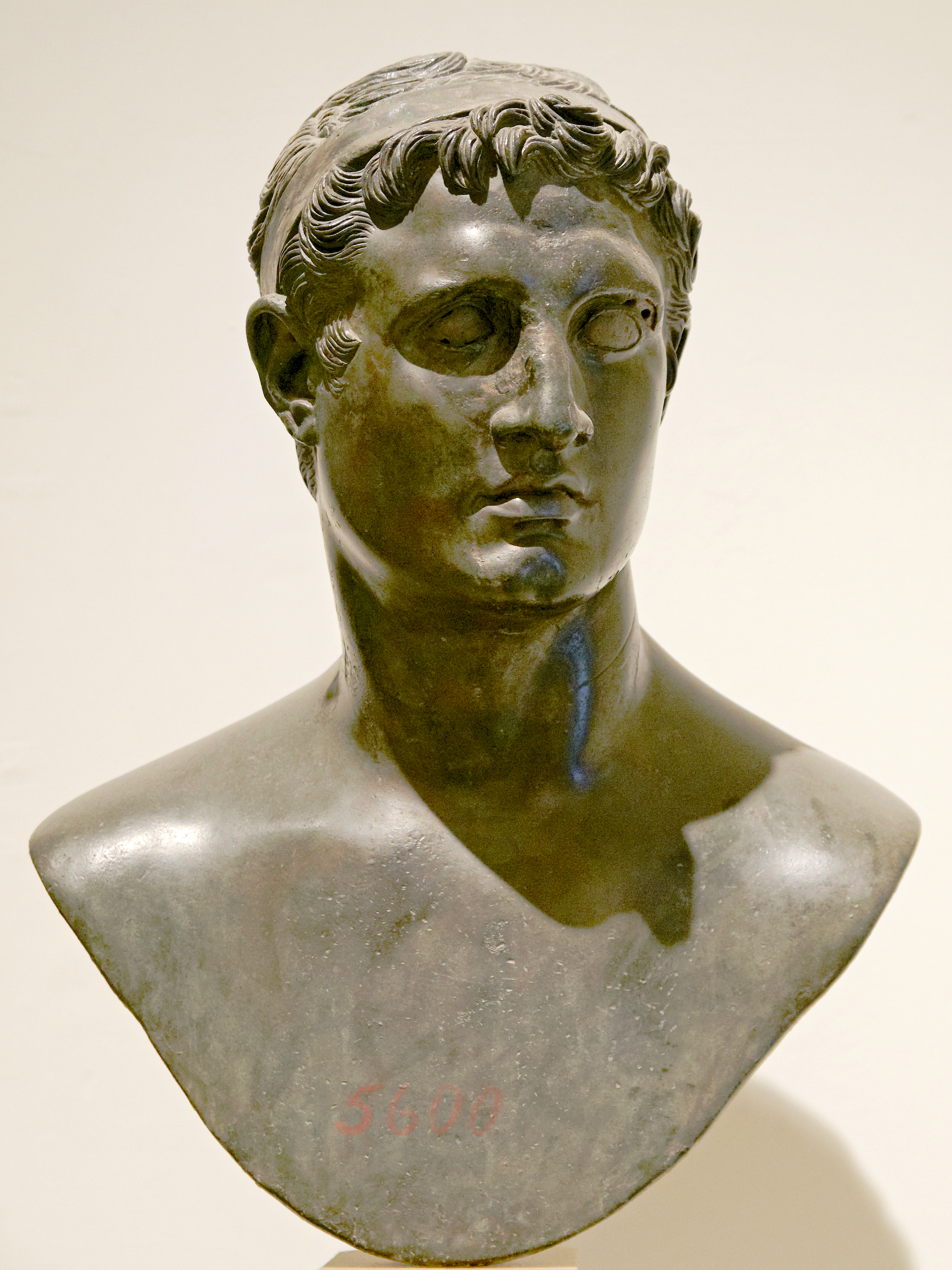
Popiersie Ptolemeusza II (z Muzeum Archeologicznego w Neapolu)

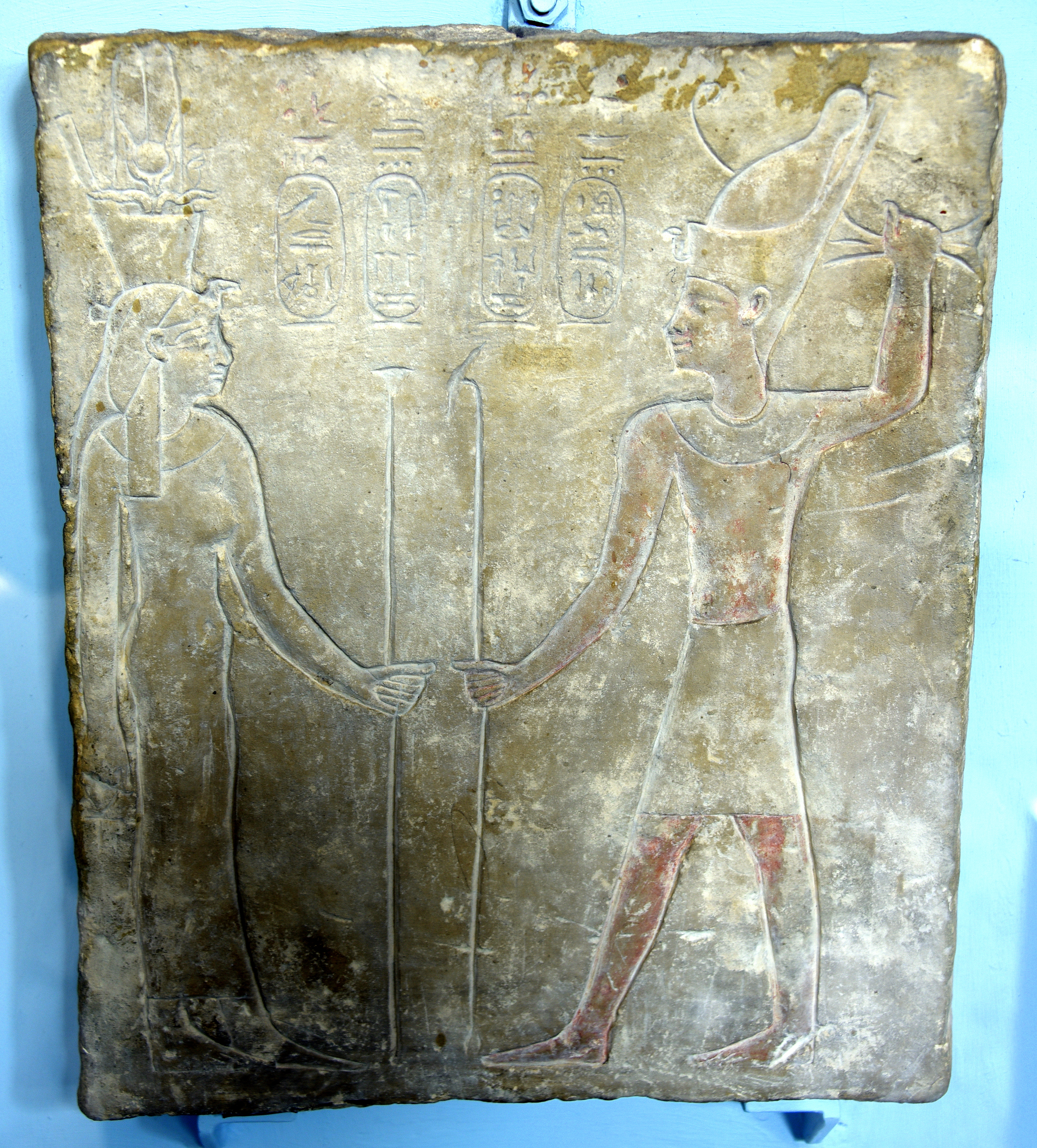
Przedstawienie ubóstwionych Ptolemeusza i Arsinoe ze świątyni ich imienia w Tanis (z British Museum)

Ptolemeusz II Filadelfos, Ptolemaios II Filadelfos – gr. basileus Ptolemaios II Theos Philadelphos II – król Ptolemeusz II Bóg miłujący siostrę (lub brata ) egip. Ptulmis Userkare Meriamon (urodzony w 308 p.n.e. na wyspie Kos , zmarł w 246 p.n.e.  w Egipcie) – drugi władca Egiptu z dynastii Ptolemeuszy, panował w latach 283–246 p.n.e. Syn Ptolemeusza I Sotera i Bereniki I, mąż Arsinoe I i Arsinoe II, ojciec Ptolemeusza III Euergetesa, Lizymacha i Bereniki. Panował od 285 roku p.n.e., początkowo wspólnie z ojcem, a od 283 p.n.e. samodzielnie . W latach 277–270 p.n.e. wspólnie z Arsinoe II.  Władzę po śmierci Ptolemeusza II przejął jego syn Ptolemeusz III Euergetes

## Życiorys
Wychowanek wybitnych uczonych swoich czasów: filozofa Stratona z Lampsakos, poety i gramatyka Filetasa z Kos i pierwszego kustosza (zarządcy) Biblioteki Aleksandryjskiej, filologa Zenodota z Efezu.
Pierwsze lata rządów Ptolemeusza II nacechowane były walką o utrwalenie swojej władzy z przyrodnimi braćmi: nieznanym z imienia synem Eurydyki – który wzniecił bunt na Cyprze i został zgładzony, Argaiosem – który został posądzony o spisek przeciwko władcy i stracony, Ptolemeuszem Keraunosem – który znalazł schronienie na dworze króla Macedonii i Tracji Lizymacha, i Magasem – pełniącym funkcję namiestnika Cyrenajki, który ok. 278 p.n.e. ogłosił się królem tej prowincji. Magas poprosił o pomoc wroga Ptolemeusza, króla seleucydzkiego Antiocha, który był jego teściem. Prawdopodobnie celem władcy Cyrenajki było przejęcie władzy nad całym Egiptem. Ze względu na wewnętrzne problemy Antioch nie mógł ostatecznie wesprzeć rewolty Magasa, a Ptolemeusz nie miał możliwości pacyfikacji Cyrenajki z uwagi na bunt najemników w armii. Wojna Ptolemeusza z Magasem tliła się do lat 60. lub 50. III w.  p.n.e., kiedy obydwaj zawarli ugodę. Oprócz wymienionych starć Ptolemeusz toczył bliżej nieopisaną wojnę z Antiochem I w latach 280-279, w wyniku której miał przejąć kontrolę nad niektórymi fragmentami wybrzeża Azji Mniejszej.

### Arsinoe
Niedługo po zostaniu królem Ptolemeusz pojął za żonę Arsinoe I, córkę Lizymacha. W 279 p.n.e. powróciła do Egiptu po ucieczce z Macedonii siostra Ptolemeusza II – Arsinoe II, która w krótkim czasie doprowadziła do wypędzenia pierwszej żony króla i sama zajęła jej miejsce w 277 p.n.e. Data ta jest dyskusyjna; Ewa Wipszycka sugeruje dowolny moment między 279 a 274 p.n.e. Małżeństwo brata i siostry odbiło się głośnym echem w całym świecie greckim, wywołując wiele niepochlebnych opinii i komentarzy, w tym poety Sotadesa, który krytykę władcy przypłacił życiem. Arsinoe II zmarła ok. 270 p.n.e. Po jej śmierci Ptolemeusz kazał oddawać jej boską cześć, nadawszy jej przydomek filadelfos (miłująca brata). Przydomek ten przyjęto w historiografii jako określający Ptolemeusza II, choć ten według niektórych badaczy tak naprawdę nigdy za życia go nie nosił. Inni autorzy utrzymują, że władca miał jednak używać przydomku filadelfos po ślubie z siostrą. Zdaniem Ewy Wipszyckiej określenie filadelfos towarzyszy Ptolemeuszowi dopiero w źródłach z II w. p.n.e.

### I wojna syryjska
W latach 70. Ptolemeusz zorganizował sieć sojuszy i wywołał pierwszą wojnę syryjską przeciwko Antiochowi Soterowi, która jest słabo poświadczona źródłowo. Wojna rozgorzała ok. 274 p.n.e.; największym sukcesem Antiocha było zdobycie Damaszku. Ptolemeusz doprowadził jednak do względnie korzystnego dlań układu pokojowego ok. 271 p.n.e., na mocy którego utrzymał spore terytoria na Bliskim Wschodzie. 
W latach następnych Ptolemeusz II prowadził kampanię w Azji Mniejszej, w wyniku której zyskał kontrolę nad siecią greckich miast i zachodnim wybrzeżem Anatolii. Ponadto zdobył Fenicję i liczne wyspy Morza Śródziemnego. Prawdopodobnie wysłał około 270 p.n.e. ekspedycję na Morze Czarne, która miała wspomóc miasto Bizancjum w walce z Galatami. Flota Ptolemeusza zajmowała się również tępieniem piratów na Morzu Śródziemnym.

### Wojna chremonidejska
Około 267 p.n.e. Ptolemeusz zawarł sojusz ze Spartą oraz Atenami skierowany przeciwko rosnącemu w siłę państwu macedońskiemu. Zapoczątkowało to trwającą kilka lat wojnę chremonidejską, Datacja i przebieg wojny są niepewne. Bezpośrednia przyczyna wybuchu wojny nie jest znana; niewykluczone, że Ptolemeusz chciał osadzić na tronie macedońskim swojego syna bądź syna Arsinoe z poprzedniego związku. Niewykluczone, że w przygotowania do wojny była zaangażowana sama Arsinoe, która zmarła tuż przed jej wybuchem. Nazwa wojny pochodzi od imienia przywódcy ateńskiego Chremonidesa, który był jednym z architektów przymierza antymacedońskiego. Po stronie spartańskiej głównym stronnikiem Ptolemeusza był Areusz. 
Zmagania wojenne toczyły się przede wszystkim na terenie kontynentalnej Grecji. Dowódcą ekspedycji wysłanej przez Ptolemeusza był Patroklos. Wojska Ptolemeusza nie angażowały się w bezpośrednie starcia lądowe z wrogiem. Ostatecznie siły spartańsko-ateńskie mimo wsparcia Ptolemeusza zostały pokonane. Dodatkowo w 262 p.n.e. bądź 261 p.n.e. Antygon Gonatas pokonał być może Ptolemeusza w bitwie morskiej pod wyspą Kos. Uznanym faktem historycznym jest, że bitwa miała miejsce i że Ptolemeusz ją przegrał, jednak umiejscowienie jej w czasie napotyka trudności; za najbardziej prawdopodobne daty bitwy uznaje się 261 bądź 255 p.n.e.
W 261 p.n.e. doszło do zawarcia nietrwałego pokoju, który nie przyniósł Ptolemeuszowi żadnych większych nabytków. W trakcie tej wojny Patroklos prawdopodobnie umocnił wpływy Ptolemeuszy na Krecie i Keos. Pomimo przegrania wojny na lądzie Lagida zdołał utwierdzić swoje wpływy w basenie Morza Egejskiego.

### II wojna syryjska

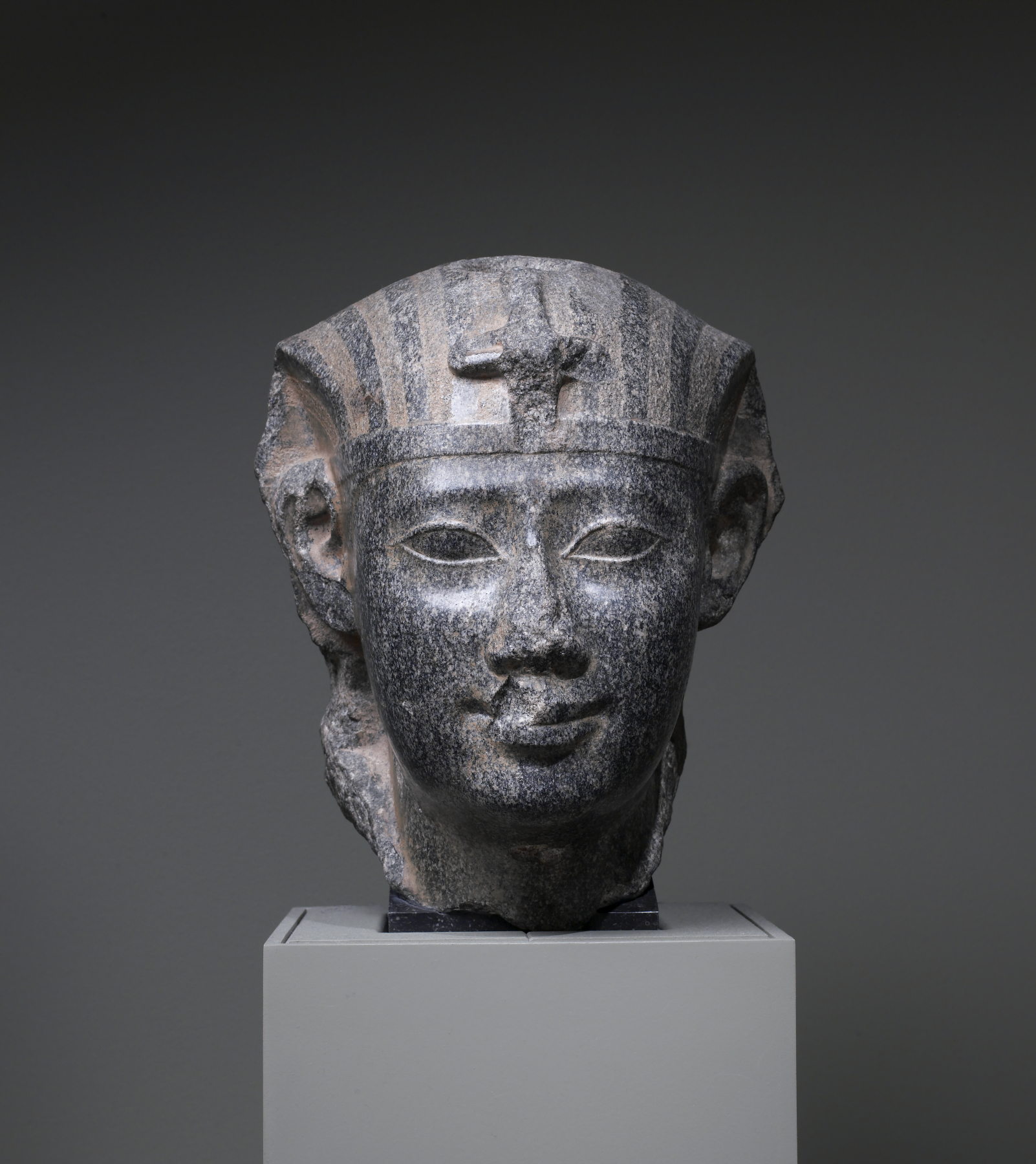
Portretowa rzeźba grecko-rzymska przedstawiająca Ptolemeusza II jako faraona (ze zbiorów Walters Art Museum, Baltimore)

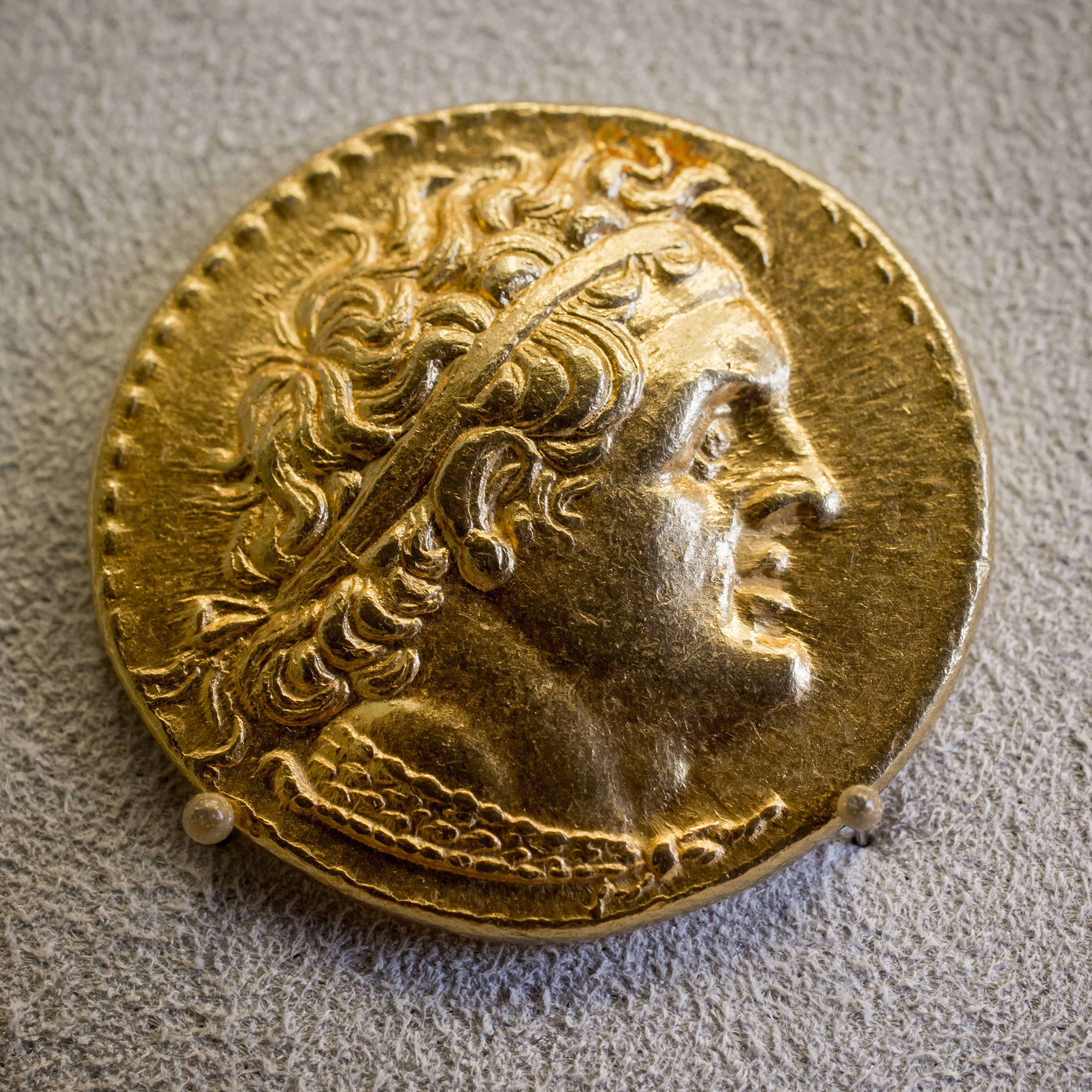
Pentadrachma z wizerunkiem Ptolemeusza II

Król Antioch II Theos, zaraz po objęciu tronu syryjskiego skonstruował wraz z Antygonem Gonatasem sojusz skierowany przeciwko Ptolemeuszowi, i ok. 260 p.n.e. rozpętał trwającą kilka lat II wojnę syryjską. Działania wojenne prowadzono równocześnie na froncie greckim i syryjskim, przy czym ten drugi był o wiele mniej intensywny. Sytuację Ptolemeusza komplikowała rewolta przeciw jego władzy w Jonii (rozpętana przez bliżej niezidentyfikowanego Lagidę określanego jako Ptolemeusz Syn), dodatkowo stanięcie po stronie koalicji antyptolemejskiej miasta Rodos. Rodyjczycy ok. 258 p.n.e. pokonali flotę ptolemejską, dowodzoną przez nauarchę Chremonidesa, nieopodal Efezu. W toku tej wojny doszło także być może do bitwy morskiej pod wyspą Kos, którą Ptolemeusz przegrał. W 255 p.n.e. doszło do zawarcia niekorzystnego dla Ptolemeusza pokoju: władca tracił Cyklady, Cylicję i Pamfilię, co przekreślało dominację Lagidów w basenie Morza Egejskiego. W rejonie Bliskiego Wschodu Ptolemeusz zatrzymał Celesyrię, czyniąc jednak inne znaczne terytorialne ustępstwa; tam pokój z Antiochem podpisał dopiero w 253 p.n.e.. Ptolemeusz w ramach traktatu pokojowego wydał swoją córkę Berenike II za Antiocha. 

### Wyprawa do Persji
Inskrypcja na tzw. Steli z Pithom zawiera informację komemoratywną nt. rzekomej wyprawy wojennej Ptolemeusza II do "dalekiego lądu", z której przywieźć miał licznych "nowych bogów". Relacja to interpretowana była w różny sposób: niektórzy historycy widzieli w niej dowód wyprawy wojennej do Persji lub Arabii, inni zaliczali ją jako nieznany epizod którejś z wojen syryjskich. Nowsze badania wykluczyły hipotezę wyprawy perskiej i uznały za bardziej prawdopodobne, że Stela z Pithom zawiera opis kampanii syropalestyńskiej Ptolemeusza z ok. 276 p.n.e.

### Zasięg terytorialny imperium Ptolemeusza II
Ptolemeusz II, poza Egiptem, rozciągał swoje panowanie na Cypr oraz Celesyrię oraz przez znaczną część rządów sprawował mniej lub bardziej bezpośrednią kontrolę nad Wyspami Jońskimi, terenami od Pamfilii do Hellespontu i innymi wyspami Morza Egejskiego, Cyrenajką, Syrią i Fenicją. Celesyria, Syria, Fenicja, Cyrenajka i Cypr stanowiły tereny silniej związane z Egiptem, ze względu na zbliżony sposób administracji i system podatkowy. Cypr stanowił dla państwa Ptolemeusza kluczową bazę morską i punkt ważny dla utrzymania talasokracji Morza Śródziemnego. Szczyt zasięgu terytorialnego państwa Ptolemeusza przypadł na lata 70. i 60. III w. p.n.e. Z początkiem lat 70. Ptolemeusz rozszerzył czasowo swoje posiadanie na wybrzeże Fenickie oraz znaczną część wybrzeża Azji Mniejszej. Zdobycze te ukróciła znacznie pierwsza wojna syryjska. W okresie wojny chremonidejskiej i bezpośrednio po niej Ptolemeusz sprawował kontrolę nad wyspą Keos, Terą, Metaną na Peloponezie i Itanos na Krecie. Trzy ostatnie spośród wymienionych lokacji Ptolemeusz utrzymał na stałe. Druga wojna syryjska przyniosła utratę Jonii, Pamfilii, Cylicji i Samos, pozostawiając pod panowaniem Ptolemeusza niektóre wyspy Morza Egejskiego i prawdopodobnie bazy w Licji. Po kilku latach od zakończenia drugiej wojny syryjskiej najprawdopodobniej odzyskał kontrolę nad grupującym archipelag Cyklad Związkiem Wyspiarzy. Niezależnie od walk o wpływy w basenie Morza Śródziemnego Ptolemeusz rozszerzał swoje panowanie nad Czarną Etiopią, kierując tam liczne ekspedycje m.in. ze względu na cenną kość słoniową i inne towary luksusowe. Arabia ani Etiopia nie stanowiły jednak nigdy bezpośrednio części państwa Ptolemeusza. 

## Charakter rządów

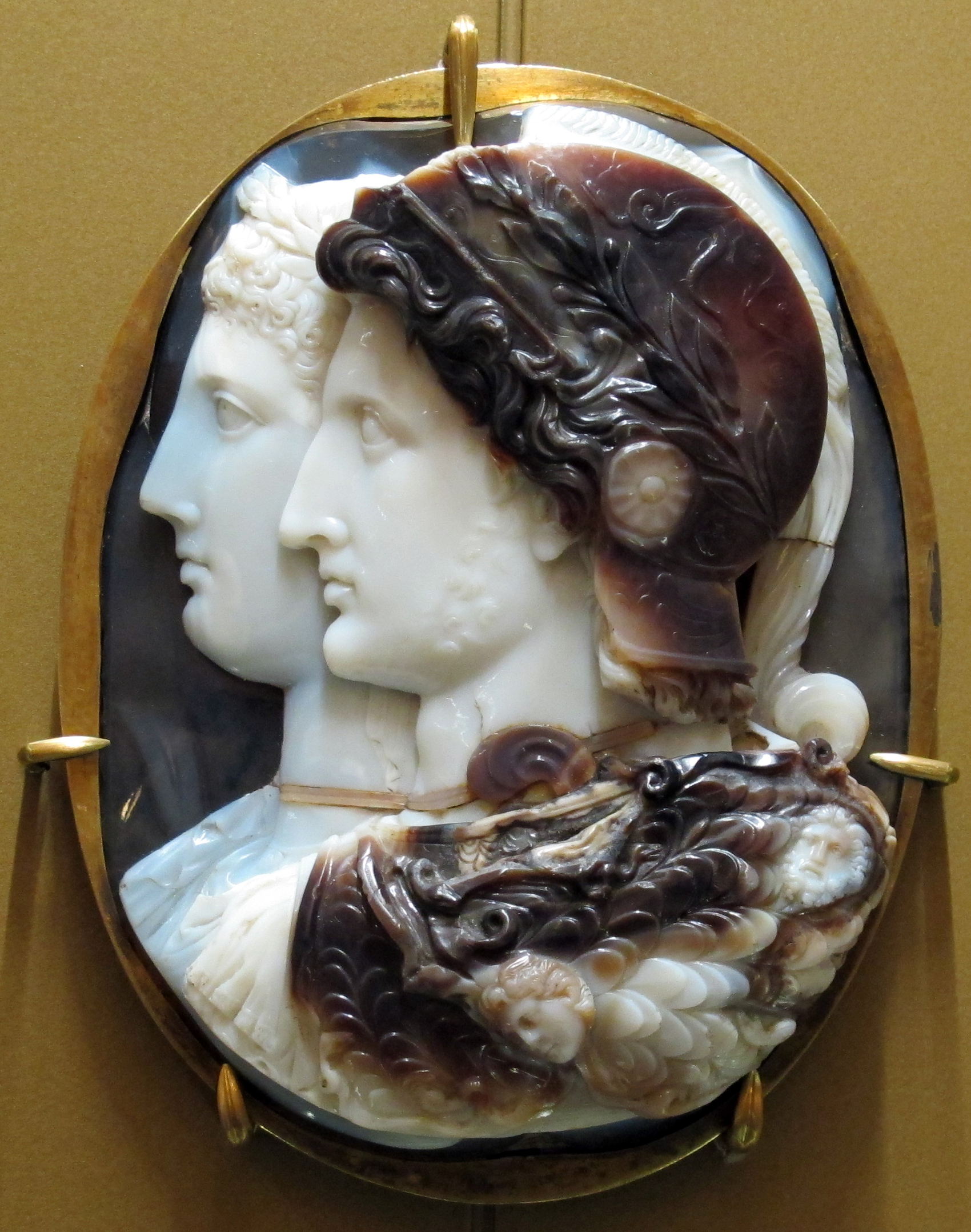
Kamea z wizerunkiem Ptolemeusza II i Arsinoe (w kolekcji Ermitażu, Petersburg)

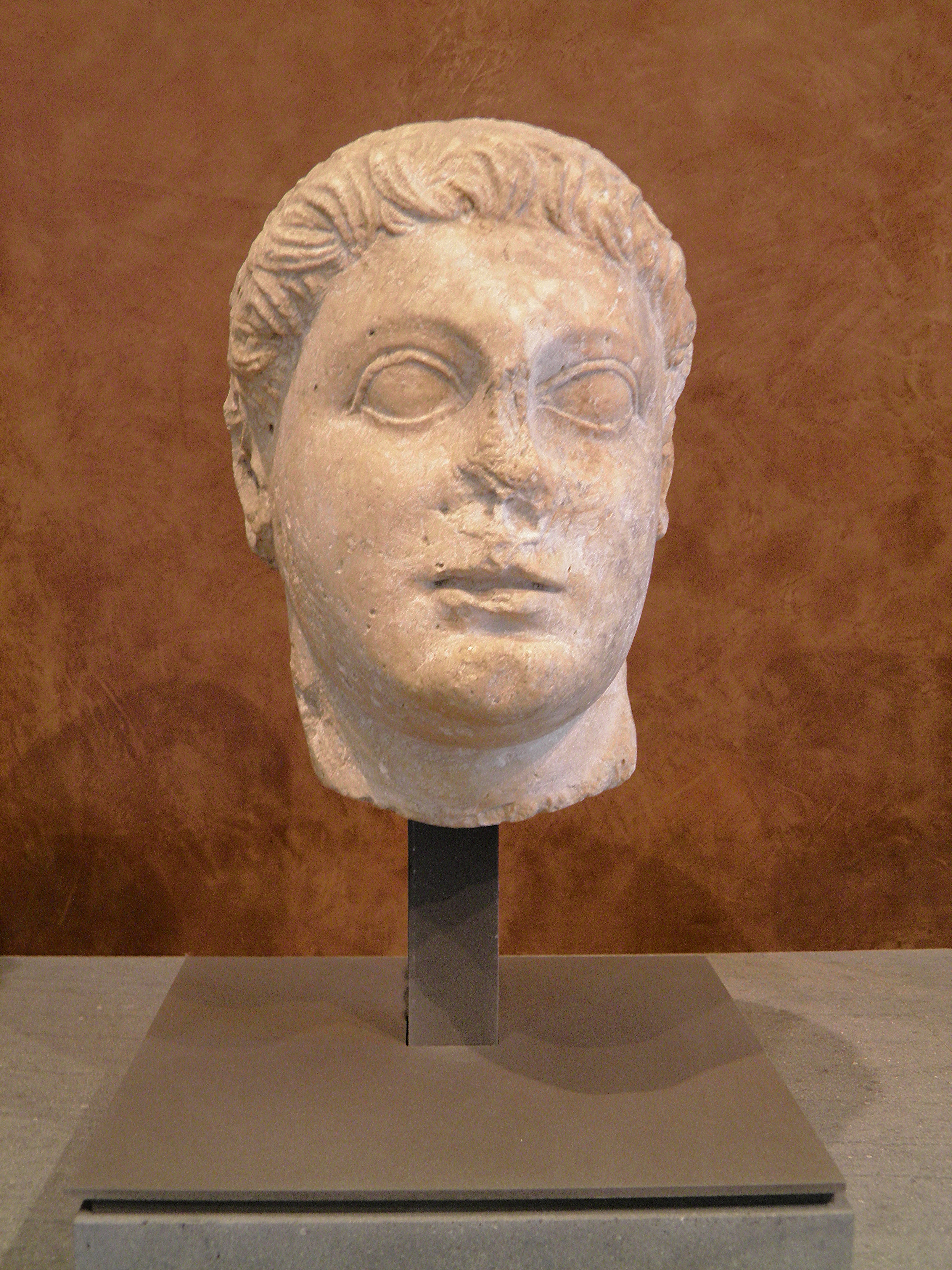
Głowa Ptolemeusza II, II/I w. p.n.e. (z muzeum Luwru)

Ptolemeusz był władcą czynnym na arenie międzynarodowej; utrzymywał przyjacielskie stosunki z Rzymem  i Kartaginą, a w pierwszej wojnie punickiej zachował neutralność, występując nawet z postulatem mediacji. Prowadził  wielokierunkową politykę zagraniczną. Wysyłał poselstwa m.in. do Indii.
Historycy podkreślają jego brak zdolności wojskowych. Mimo to utrzymywał stosunkowo silną i dobrze zorganizowaną kilkudziesięciotysięczną armię. Jego flota operowała nie tylko na Morzu Śródziemnym, ale także na Nilu i Morzu Czerwonym. Za czasów Ptolemeusza ustanowiono w Egipcie system podatkowy, który w ogólnym zarysie nie zmienił się do końca epoki hellenistycznej.

### Kult boski
Ptolemeusz II był pierwszym od czasów Aleksandra Macedońskiego władcą greckim, który zorganizował kult siebie jako boga za życia. Zrobił to około 272 p.n.e., deifikując także swoją żonę. Stworzył wówczas nowy byt boski, propagując kult siebie i Arsinoe jako rodzeństwo bogów, Theoi Adelphoi. W niektórych lokalnych przypadkach kult Arsinoe próbowano połączyć z kultem Ateny i Afrodyty. Poświadczone są przypadki boskiego kultu Arsinoe nie tylko w Egipcie, ale także w innych rejonach zależnych od Ptolemeuszy, m.in. na wyspie Kos i Cyprze.  
Swoje posągi Ptolemeusz kazał umieścić w świątyni Aleksandra Wielkiego w Aleksandrii. Ponadto w 261 p.n.e. ustanowił kult boski swoich rodziców Ptolemeusza I oraz Bereniki. Zdaniem Tomasza Grabowskiego ustanowił on kult swoich rodziców, uznanych za bogów Theoi Soteres, w 283 p.n.e.  Według innych opracowań miał on nakazać kult swojego ojca w 279 p.n.e.
Nie kłóciło się to z wielowiekową tradycją deifikacji władców w Egipcie.To, czy kult ptolemejskich władców faktycznie przyjął się w egipskim społeczeństwie, czy też był jedynie elementem politycznej agendy, nie jest możliwe do ustalenia w świetle zachowanych źródeł, choć pewne dowody mogą wskazywać na faktyczne postrzeganie ich przez niektórych mieszkańców Egiptu jako istoty boskie. Niezależnie od tej kwestii Ptolemeusz II uznawany jest za władcę kluczowego w procesie wykształcenia się ptolemejskiej ideologii dynastycznej. 
Ptolemeusz utrzymywał ii propagował kult swój i swojej rodziny poprzez organizację wystawnych świąt i pochodów. Festiwal na cześć jego ojca nosił nazwę Ptolemaia, zaś na cześć jego zmarłej siostry Arsinoeia. Festiwal ku czci Theoi Adelphoi nazywano Theadelpheia. Spośród tych festiwali najpopularniejsze były Ptolemaia, które kontynuowane były długo po śmierci Ptolemeusza II i przez pewien czas w świecie helleńskim cieszyły się reputacją bliską igrzyskom olimpijskim. 
Wizerunki swoje oraz swoich bliskich w boskiej formie umieszczał na bitych przez siebie monetach; później tę tradycję kontynuowali jego następcy. Ponadto silnie rozpowszechniał lokalny kult Aleksandra Wielkiego, aby wzmocnić swoją pozycję jako jego następcy. 
Innym źródłem postrzegania władcy jako obiektu kultu boskiego była częsta w tamtym okresie deifikacja go przez poszczególne greckie poleis w ramach wdzięczności za okazaną pomoc; było to jedno z narzędzi prowadzenia polityki przez Greków, z którego również Ptolemeusz II korzystał. Propagował on boskość swojego ojca nadaną mu przez Rodyjczyków, a niektórzy historycy uważają, że przydomek Soter został ukuty nie w czasach Ptolemeusza I, a dopiero za rządów jego syna. Z kolei samemu Ptolemeuszowi II boskość przyznało miasto Bizancjum w uznaniu za pomoc militarną okazaną temu polis przez władcę. 

### Koregencja
Wiadomo, że za życia Ptolemeusz II ustanowił około 270 p.n.e. swoim koregentem tzw. Ptolemeusza Syna, postać, której identyfikacja napotkała trudności historyków. Koregencja trwała około dekady. Był to prawdopodobnie element polityki dynastycznej Ptolemeusza II, który próbował jasno ustalić kolejność dziedziczenia władzy po jego śmierci. Niewykluczone, że po zorganizowaniu przez Syna rebelii w Jonii w 259 p.n.e. skazano go na damnatio memoriae, z czego wynika ubogość źródeł na jego temat. W historiografii podnosi się też tezę, że Ptolemeusza Syna należy identyfikować z młodym Ptolemeuszem III Euergetesem bądź z Ptolemeuszem Lizymachem, synem Arsinoe II i Lizymacha, przy czym tę drugą opcję uznaje się za najbardziej prawdopodobną. Najważniejszym źródłem do dziejów koregencji Ptolemeusza II i Ptolemeusza Syna jest tzw. Wielka Stela z Mendes. Dowody ikonograficzne wskazują na to, że koregencja Ptolemeusza Syna nosiła wyraźne cechy zależności od Ptolemeusza II i nie byli oni władcami równymi sobie.

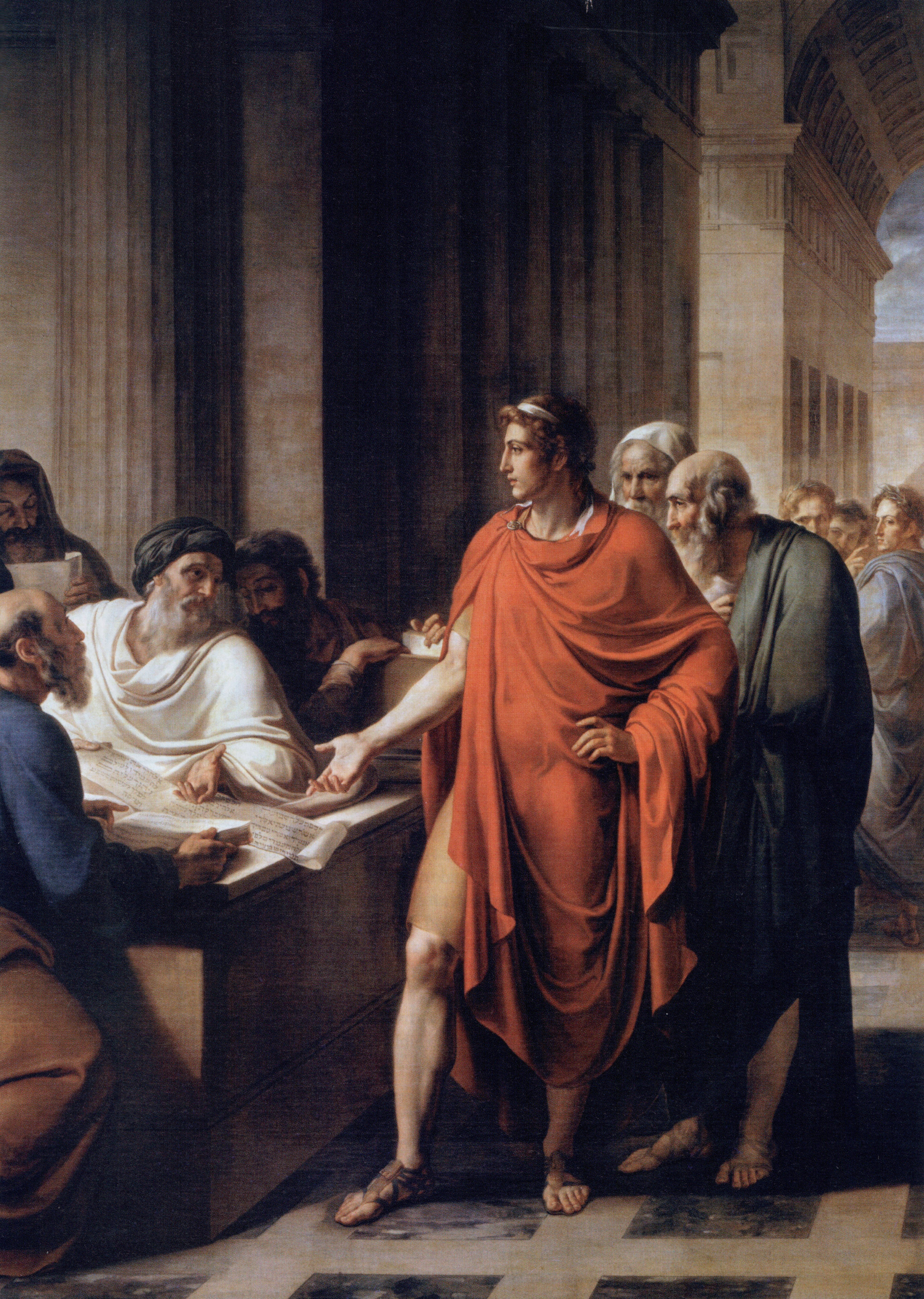
Ptolemeusz Filadelfos w Bibliotece Aleksandryjskiej (mal. Vincenzo Camuccini, 1813)

### Mecenat
Ptolemeusz był zręcznym administratorem oraz organizatorem życia gospodarczego i kulturalnego kraju, mecenasem nauki i sztuki. Dla przekształcenia dawnego państwa faraonów w nowoczesną monarchię hellenistyczną energicznie wprowadzał gospodarkę pieniężną w ostatnim kraju śródziemnomorskim, który dotąd jej jeszcze w pełni nie posiadał. Usilnie rozwijał też przy pomocy fachowców rolnictwo, podejmując prace nawadniające i podnosząc wydajność ziemi oraz aklimatyzując nowe gatunki roślin i zwierząt.
Za jego czasów Aleksandria zaczęła odgrywać wielką rolę jako ośrodek kulturalny Egiptu i świata helleńskiego. Do jego dworu należeli tacy poeci jak Teokryt i Kallimach z Cyreny, a także wspomniany Sotades. Również za jego panowania w Aleksandrii dokonano na grecki przekładu Starego Testamentu określanego jako Septuaginta. Ponadto na jego dworze przebywali Teofrast, Demetriusz z Faleronu, Euklides czy Archimedes. Swoje badania dzięki pomocy władcy prowadził Arystarch z Samos. Ptolemeusz był mecenasem Biblioteki Aleksandryjskiej, której zbiory liczyły za jego panowania kilkaset tysięcy zwojów. Na prośbę Stratona Ptolemeusz zorganizował wyprawę do Arabii i Indii, której celem miało być pozyskanie do badań egzotycznych okazów zwierząt.